# Simó Gómez
Simó Gómez Polo, né le 11 novembre 1845 à Barcelone et mort le 11 juin 1880 à Barcelone, est un artiste-peintre et graveur catalan.

## Biographie
Simó Gómez Polo est formé à l'école de la Llotja de Barcelone puis à l'école des Beaux-Arts de Paris. 
Il a été l'élève d'Alexandre Cabanel et de Ramón Martí Alsina. 
En 1873 il épouse Rosa Font.

## Œuvres
- The Earring

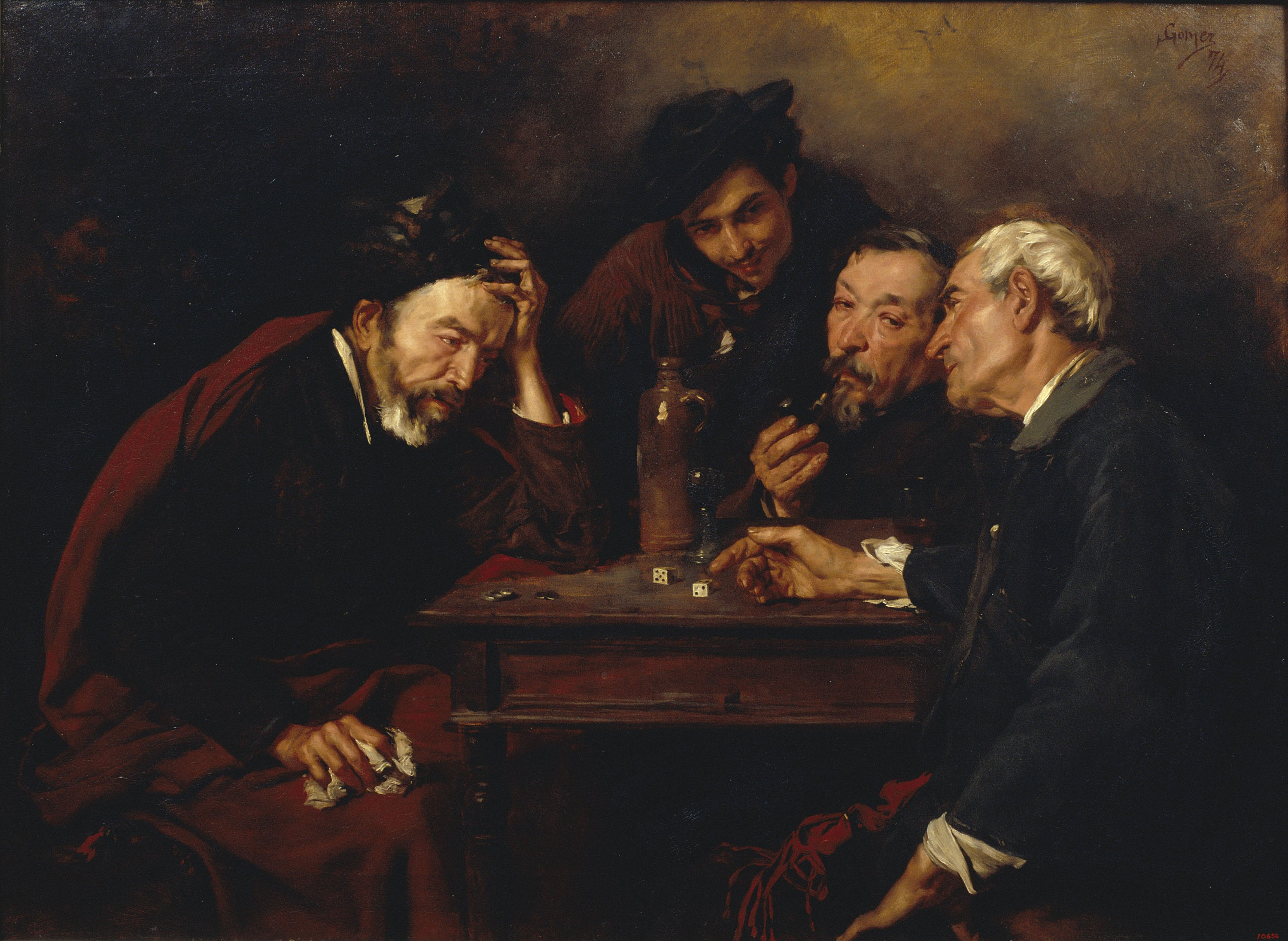
The Dice Players (1874)

- Portrait du pianiste Carles Gumersind Vidiella, 1872, Musée national d'art de Catalogne[1]
- Portrait de femme, 1873, Musée national d'art de Catalogne[1]
- The Dice Players, 1874, Musée national d'art de Catalogne[1]
- Portrait de Francesc Vidal i Javellí, 1875, Musée national d'art de Catalogne[1]
- Guitariste, 1876, Musée national d'art de Catalogne[1]